# Arcidiocesi di Antivari

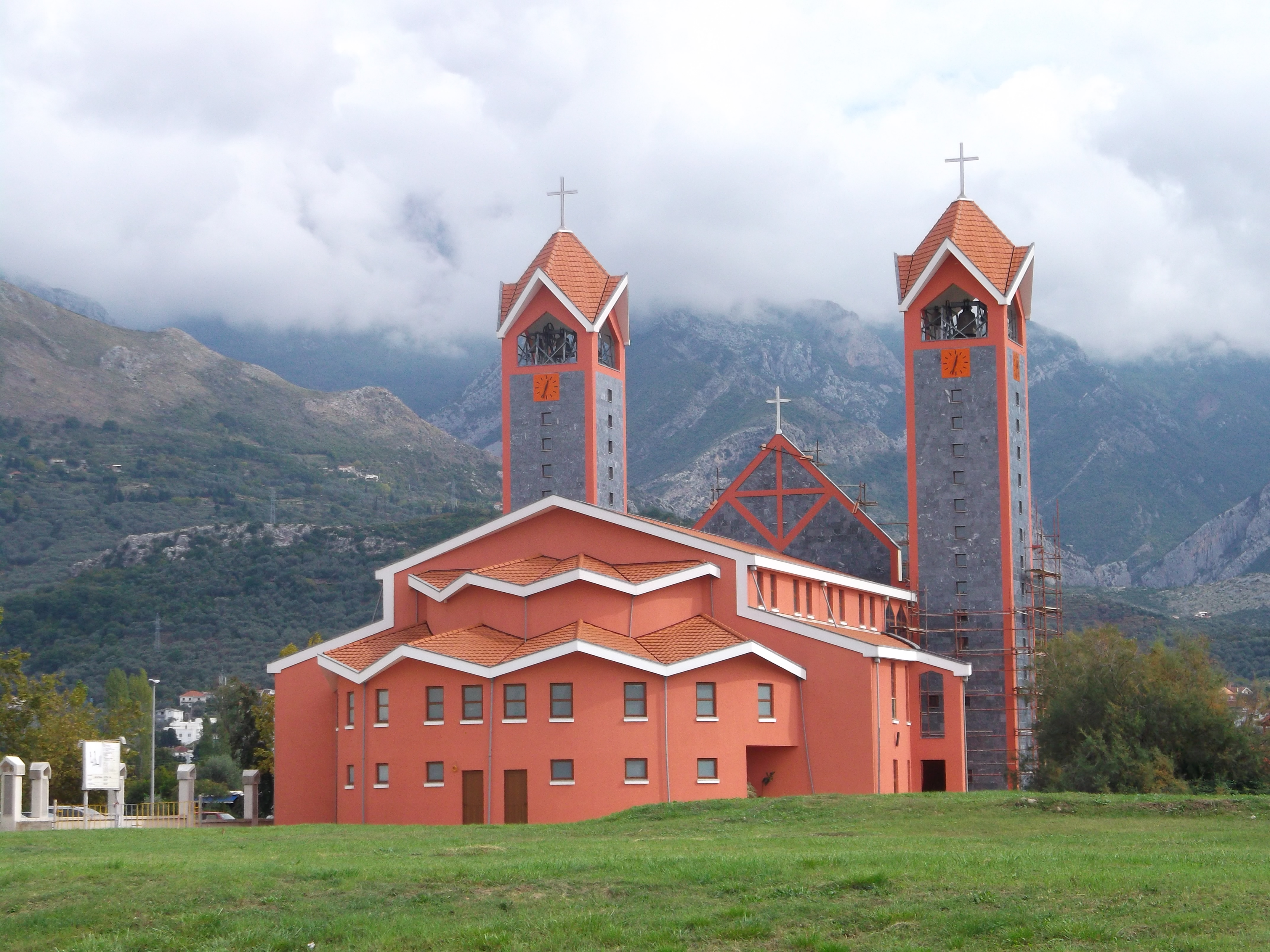
La concattedrale di San Pietro Apostolo.

L'arcidiocesi di Antivari (in latino Archidioecesis Antibarensis) è una sede della Chiesa cattolica in Montenegro immediatamente soggetta alla Santa Sede. Nel 2022 contava 12.000 battezzati su 630.000 abitanti. È retta dall'arcivescovo Rrok Gjonlleshaj.

## Territorio
L'arcidiocesi comprende i comuni montenegrini di Antivari, Andrijevica, Berane, Bijelo Polje, Cettigne, Danilovgrad, Dulcigno, Gusino, Kolašin, Mojkovac, Nikšić, Petnjica, Plav, Pljevlja, Plužine, Podgorizza, Rožaje, Šavnik e Žabljak. Nella cartina a destra il territorio dell'arcidiocesi di Antivari è contrassegnato in blu.
Sede arcivescovile è la città di Antivari, dove si trovano la cattedrale dell'Immacolata Concezione e la concattedrale di San Pietro Apostolo.
Il territorio si estende su 13.812 km² ed è suddiviso in 19 parrocchie.

## Storia
Avvolte nell'oscurità sono le origini della diocesi di Antivari. In epoca romana il territorio montenegrino faceva parte della provincia della Praevalitana, la cui sede più importante era quella di Doclea, che nell'877 fu elevata al rango di sede metropolitana; secondo Farlati, tra le sue suffraganee c'era anche la diocesi di Antivari. Si tratterrebbe della prima menzione dell'esistenza di questa sede.
All'epoca il territorio era conteso, dal punto di vista ecclesiastico, tra la Chiesa di Roma e il patriarcato di Costantinopoli. Infatti, in una Notitia Episcopatuum del patriarcato, databile alla fine del X secolo, compaiono anche le sedi di Antivari e di Doclea, entrambe suffraganee dell'arcidiocesi greca di Durazzo.
Nell'XI secolo, dopo il crollo dell'impero bulgaro, i Serbi si resero padroni della regione ed ottennero da papa Giovanni XIX l'elevazione di Antivari a sede metropolitana nel 1032. Antivari era tuttavia in competizione con la diocesi di Ragusa di Dalmazia come sede metropolitana: entrambe infatti rivendicavano i diritti metropolitici che erano stati di Doclea, distrutta nella prima metà del X secolo. Nella lotta fra le due sedi verranno prodotte anche bolle pontificie false, per rivendicare i propri diritti: tale, per esempio, la bolla del 1067 con cui papa Alessandro II confermava i diritti di Antivari ed elencava le sue sedi suffraganee. In queste bolle della seconda metà dell'XI secolo è documentato anche il primo vescovo certo di Antivari, Pietro, attestato dal 1067 al 1089.
Nella bolla spuria del 1067 sono elencate ben 9 diocesi suffraganee di Antivari: Cattaro, Palachiensis ecclesia (forse Dulcigno o Balecio), Suacia, Scutari, Drivasto, Pult, Serbiensis ecclesia (?), Bosnia e Trebigne. Le stesse suffraganee sono menzionate anche nella bolla del 1089, redatta però dall'antipapa Clemente III e destinata a Pietro Dioclensis archiepiscopus. Non è chiaro fino a che punto e se realmente queste diocesi fecero parte della provincia ecclesiastica di Antivari.
Nel corso del XII secolo i papi confermarono la supremazia di Ragusa, attestata come metropolia fin dal 1022, sulla sede di Antivari, e nelle bolle dei papi Alessandro III (1167) e Clemente III (1188) dirette al metropolita di Ragusa, Antivari risulta essere una delle sue suffraganee. Infatti nel 1142 Antivari, nell'eterna lotta con Ragusa, aveva perso il rango di sede metropolitana. Nella bolla del 1167 papa Alessandro III ordinò al vescovo Gregorio di Antivari di prestare obbedienza al suo metropolitano, pena la scomunica.
Nel 1199 Antivari fu nuovamente elevata al rango di arcidiocesi metropolitana e al suo arcivescovo Giovanni papa Innocenzo III concesso il pallio. Nello stesso anno si celebrò a Antivari un sinodo provinciale, sottoscritto da 7 vescovi suffraganei di Antivari, e cioè i vescovi di Arbano, Scutari, Pult, Drivasto, Suacia, Dulcigno e Sarda.
La lotta tra Antivari e Ragusa proseguì nel corso del XIII secolo e i papi dovettero intervenire più volte per calmare gli animi, pur confermando l'indipendenza della metropolia di Antivari. Inoltre, questi continui interventi permisero alla Santa Sede si consolidare la sua influenza nella regione, a scapito del patriarcato di Costantinopoli. Tuttavia, il definitivo passaggio dei Serbi all'ortodossia, mise in serio pericolo l'esistenza stessa della sede di Antivari, che si trovava sul confine tra la chiesa latina e la chiesa greca. L'arrivo degli ordini mendicanti e l'occupazione veneziana della regione permisero la sopravvivenza dell'arcidiocesi: nel corso del XIV e XV secolo diversi metropoliti saranno o religiosi o veneziani d'origine o spesso entrambe le cose.
Nel 1571 Antivari e il territorio caddero in mano ai Turchi. Oltre alle persecuzione, iniziò anche un lento declino della presenza di cattolici di rito latino nella regione, a vantaggio della Chiesa greca, o quella di Costantinopoli o quella di Serbia, entrambe sottomesse ai Turchi. La cattedrale di San Giorgio fu trasformata in moschea e il palazzo episcopale divenne la residenza del governatore turco; molte chiese e monasteri furono distrutti, o confiscati e destinati ad altri scopi, oppure occupati dai greci.
Gli arcivescovi di Antivari dovettero trasferire la loro sede in territorio veneziano, a Budua, la cui diocesi, assieme a quella di Dulcigno (unite dal 1536), fu amministrata dagli arcivescovi di Antivari fino all'Ottocento. Marino Bizzi (1608-1624) ottenne dal governo ottomano il permesso di rientrare nella sua diocesi: qui iniziò un'opera di riorganizzazione e di riforma, introducendo i decreti del concilio di Trento, e si adoperò per recuperare i beni della sua diocesi che erano stati sottratti dal patriarcato serbo. Il suo successore, Pietro Massarechi (1624-1634), continuò la sua opera con la celebrazione di un sinodo e la pubblicazione di costituzione diocesane. Di particolare importanza furono le costituzioni sinodali promulgate da Vincenzo Zmajević nel 1705, che cercarono di adattare i decreti tridentini ai bisogni degli Orientali e alle tradizioni greche: queste costituzioni, confermate da papa Benedetto XIV, furono rinnovate ancora nel 1872.
Non avendo più beni con cui mantenersi, gli arcivescovi di Antivari ricevevano il necessario per il loro mantenimento direttamente dal governo della Serenissima e poi, dopo il trattato di Campoformio (1797), dal governo asburgico.
Alla fine del Settecento, la provincia ecclesiastica di Antivari comprendeva 4 suffraganee: Alessio, Pult, Sapë e Scutari.
Il 30 giugno 1828 il territorio dell'antica diocesi di Budua, costituito da una sola parrocchia ed amministrata dagli arcivescovi di Antivari, fu annessa alla diocesi di Cattaro.
Il 14 marzo 1867 l'arcidiocesi di Antivari fu unita aeque principaliter alla diocesi di Scutari: a quest'epoca, la provincia ecclesiastica di Antivari e Scutari comprendeva come suffraganee le diocesi di Alessio, Pult, Sapë e Belgrado e Smederevo (sedi unite dal 1729).
Nel 1878 Antivari fu conquistata dai Montenegrini, con i quali la Santa Sede stipulò il 18 agosto 1886 un concordato, che prevedeva che la sede di Antivari sarebbe stata l'unica sede cattolica con giurisdizione su tutti i cattolici del principato del Montenegro. Il concordato prevedeva il libero esercizio della religione cattolica, dava al re il diritto di rifiutare la nomina dell'arcivescovo, se persona non grata; garantiva all'arcivescovo un emolumento annuo statale di 5.000 franchi; infine l'arcivescovo, con il titolo ufficiale di Illustrissimo Signore, era membro di diritto del parlamento montenegrino.
Il 23 ottobre 1886, con il breve In sublimi, papa Leone XIII promulgò canonicamente le decisioni del concordato, le cui conseguenze più importanti furono la separazione dell'arcidiocesi di Antivari da quella di Scutari, che conservò il titolo arcivescovile; e la perdita per Antivari delle proprie suffraganee e con esse del rango di sede metropolitana, diventando un'arcidiocesi immediatamente soggetta alla Santa Sede. Il Montenegro adottò la religione ortodossa come religione di Stato e di conseguenza i fedeli dell'arcidiocesi di Antivari appartengono per lo più alla minoranza albanese.
Il 7 marzo 1902 un decreto della Congregazione Concistoriale confermò agli arcivescovi di Antivari il titolo di primate di Serbia, che era in uso dalla metà del XVIII secolo.
Dopo la Seconda guerra mondiale, in Albania la religione cattolica fu messa al bando dalle leggi che imponevamo l'ateismo di Stato. In questo periodo l'arcidiocesi di Antivari fu il punto di riferimento per i cattolici albanesi. Quando dopo il Concilio Vaticano II, la riforma liturgica permise l'utilizzo delle lingue nazionali nella liturgia, fu nell'arcidiocesi di Antivari che venne realizzata la traduzione dei testi liturgici in lingua albanese, che più tardi furono adottati da tutte le diocesi di lingua albanese.

## Cronotassi degli arcivescovi
Si omettono i periodi di sede vacante non superiori ai 2 anni o non storicamente accertati.
- Pietro † (prima del 1067[16] - dopo il 1089[17])
- Sergej † (1094 ?/circa 1110 ? - 1124 ?)[15]
- Ilija † (circa 1124 - 1140)[15]
- Gregorio Crisogono † (1172 - 1196)
- Giovanni I † (circa 1199 - 1247 deceduto)
- Giovanni da Pian del Carpine, O.Min. † (1248 - 1º agosto 1252 deceduto)
- Gufrid, O.Min. † (12 aprile 1253 - 1254)
- Lovro I, O.Min. † (24 settembre 1255 - 1270)
- Gašpar Adam, O.P. † (1270 - 1280)
- T. † (? - circa 1282 deceduto)
- Mihailo † (1282 - 1298 deceduto)
- Marin Petrov Žaretić † (21 giugno 1301 - 1306 deceduto)
- Andrija I, O.Min. † (25 febbraio 1307 - 1324 deceduto)
- Guillaume Adam, O.P. † (26 ottobre 1324 - 1341 deceduto)
- Giovanni Zaulini † (17 dicembre 1341 - 1347 deceduto)
- Domenico † (31 gennaio 1349 - 1360 deceduto)
- Stefano I † (26 ottobre 1360 - 1363 deceduto)
- Giovanni IV, O.P. † (12 giugno 1363 - 1373 nominato arcivescovo di Cesarea)
- Giovanni Andrea † (18 maggio 1373 - 1382)
- Antonio † (1382 - 15 febbraio 1391 nominato vescovo di Bosa)
- Raymundo, O.S.A. † (22 febbraio 1391 - 1395 deceduto)
- Ludovico Bonito † (1395 - 1395 nominato arcivescovo di Tessalonica)
- Marino da Dulcigno † (22 dicembre 1395 - 1420 deceduto)
- Giovanni Balzan † (20 marzo 1420 - 1422)[18]
- Petar Span † (14 dicembre 1422 - 1448 dimesso)
- Andrea de Mule † (19 aprile 1448 - 1459)
- Lovro II † (1459 - 1460)
- Marko I † (16 luglio 1460 - 1461 deceduto)
- Šimun Vosić † (26 ottobre 1461 - 26 novembre 1473 nominato vescovo di Capodistria[19])
- Stefano Taleazzi † (26 novembre 1473 - 5 settembre 1485 nominato vescovo di Torcello[20])
- Filip Gajo † (16 settembre 1485 - 1509 deceduto)
- Jeronim † (27 novembre 1509 - 1517 deceduto)
- Lorenzo Boschetti † (11 settembre 1517 - 1525 deceduto)
- Giovanni da Tagliacozzo † (1525 - 1528 ? deceduto)
- Ludovico Chierepati, O.F.M. † (11 marzo 1528 - 1551 dimesso)
- Giovanni Bruno † (15 giugno 1551 - 7 ottobre 1571 deceduto)
- Teodoro † (1575 - maggio 1577 deceduto)
- Ambrogio Capizi, O.F.M.Obs. † (9 gennaio 1579 - 1598 deceduto)
- Tommaso Orsini, O.F.M.Obs. † (17 febbraio 1599 - 1607 deceduto)
- Marino Bizzi † (4 febbraio 1608 - 16 settembre 1624 dimesso)
- Pietro Massarecchio † (16 settembre 1624 - 27 novembre 1634 deceduto)
- Giorgio Bianchi † (1º ottobre 1635 - 14 novembre 1644 nominato vescovo di Sapë)
- Francesco Leonardi † (28 novembre 1644 - 1646 deceduto)
- Giuseppe Maria Bonaldi, O.P. † (10 settembre 1646 - novembre 1653 deceduto)
- Marco Crisio † (14 luglio 1655 - 1656 deceduto)
  - Pjetër Bogdani † (24 ottobre 1659 - 23 febbraio 1671) (amministratore apostolico)
- Andrija Zmajević † (23 febbraio 1671 - 7 settembre 1694 deceduto)
- Marko Đorga † (18 giugno 1696 - 1700 deceduto)
- Vićenco (Vicko) Zmajević † (18 aprile 1701 - 22 maggio 1713 nominato arcivescovo di Zara)
  - Matija Štukanović † (25 maggio 1713 - ?) (vicario apostolico)
  - Vićenco (Vicko) Zmajević † (12 agosto 1713 - 24 gennaio 1715) (amministratore apostolico)
- Egidio Quinto, O.F.M.Ref. † (8 febbraio 1719[21] - prima del 1º giugno 1722 deceduto)
- Matija Štukanović † (1º giugno 1722 - prima del 20 dicembre 1745 deceduto)
- Marco de Luchi † (9 marzo 1746 - prima del 7 luglio 1749 deceduto)
- Lazzaro Uladagni † (21 luglio 1749 - 4 febbraio 1786 deceduto)
- Giorgio Giunchi † (24 luglio 1786 - 26 gennaio 1787 deceduto)
- Giorgio Angelo Radovani † (23 aprile 1787 - 15 novembre 1790 deceduto)
- Francesco Borzi † (11 aprile 1791 - 11 febbraio 1823 deceduto)
- Vincenzo Battucci † (13 gennaio 1824 - 6 marzo 1852 deceduto)
  - Antonino de Boscomare, O.F.M.Ref. † (24 febbraio 1839 - ?) (vicario apostolico)
- Karl Pooten † (31 agosto 1855[22] - 15 gennaio 1886 deceduto)
- Šimon Milinović, O.F.M.Obs. † (8 ottobre 1886 - 24 marzo 1910 deceduto)
- Nikola Dobrečić † (16 gennaio 1912 - 14 novembre 1955 deceduto)
- Aleksandar Tokić † (14 novembre 1955 succeduto - 6 maggio 1979 deceduto)
- Petar Perkolić † (6 maggio 1979 succeduto - 27 giugno 1998 ritirato)
- Zef Gashi, S.D.B. (27 giugno 1998 - 5 aprile 2016 ritirato)
- Rrok Gjonlleshaj, dal 5 aprile 2016

## Statistiche
L'arcidiocesi nel 2022 su una popolazione di 630.000 persone contava 12.000 battezzati, corrispondenti all'1,9% del totale.
| anno | popolazione | popolazione | popolazione | presbiteri | presbiteri | presbiteri | presbiteri                | diaconi | religiosi | religiosi | parrocchie |
| anno | battezzati  | totale      | %           | numero     | secolari   | regolari   | battezzati per presbitero | diaconi | uomini    | donne     | parrocchie |
| ---- | ----------- | ----------- | ----------- | ---------- | ---------- | ---------- | ------------------------- | ------- | --------- | --------- | ---------- |
| 1950 | 25.890      | ?           | ?           | 25         | 23         | 2          | 1.035                     |         |           |           | 20         |
| 1959 | 22.276      | 331.800     | 6,7         | 15         | 13         | 2          | 1.485                     |         |           | 58        | 19         |
| 1970 | 24.000      | 470.000     | 5,1         | 16         | 12         | 4          | 1.500                     |         | 4         | 87        | 16         |
| 1980 | 16.690      | 535.190     | 3,1         | 20         | 10         | 10         | 834                       |         | 14        | 68        | 19         |
| 1990 | 17.230      | 538.000     | 3,2         | 18         | 6          | 12         | 957                       |         | 13        | 52        | 19         |
| 1999 | 16.000      | 520.000     | 3,1         | 12         | 4          | 8          | 1.333                     |         | 8         | 35        | 19         |
| 2000 | 16.000      | 520.000     | 3,1         | 13         | 4          | 9          | 1.230                     |         | 9         | 35        | 19         |
| 2001 | 15.000      | 520.000     | 2,9         | 11         | 4          | 7          | 1.363                     | 1       | 7         | 47        | 19         |
| 2002 | 14.500      | 520.000     | 2,8         | 13         | 6          | 7          | 1.115                     |         | 7         | 41        | 19         |
| 2003 | 14.400      | 521.000     | 2,8         | 12         | 5          | 7          | 1.200                     |         | 7         | 31        | 19         |
| 2004 | 11.512      | 521.000     | 2,2         | 13         | 5          | 8          | 885                       |         | 12        | 34        | 19         |
| 2006 | 11.512      | 521.000     | 2,2         | 13         | 5          | 8          | 885                       |         | 8         | 36        | 19         |
| 2012 | 11.227      | 631.000     | 1,8         | 14         | 7          | 7          | 801                       |         | 7         | 30        | 19         |
| 2015 | 11.155      | 629.000     | 1,8         | 14         | 7          | 7          | 796                       |         | 7         | 30        | 19         |
| 2018 | 12.000      | 632.000     | 1,9         | 12         | 6          | 6          | 1.000                     |         | 6         | 32        | 19         |
| 2020 | 12.000      | 630.000     | 1,9         | 14         | 7          | 7          | 857                       |         | 8         | 32        | 19         |
| 2022 | 12.000      | 630.000     | 1,9         | 17         | 10         | 7          | 705                       |         | 8         | 32        | 19         |